# 摆三勿儿威正台吉
摆三勿儿威正台吉（?—?），明朝蒙古右翼永谢布万户喀喇沁部领主，達延汗三子巴爾斯博羅特之孫，昆都力哈的长子，又作把都黄台吉、黄把都儿、拜桑固尔卫津。名拜桑固尔，威正（卫津）台吉为其名号。
摆三勿儿威正台吉驻牧在独石口以北，和明朝互市贸易于张家口。他有四个儿子：
1. 白洪大台吉，授龙虎将军
2. 摆都赖台吉，授正千户
3. 察汗我不艮台吉（察汗敖不艮台吉），授正千户
4. 我不艮正台吉（阿不克正台吉），授正千户